# Philippe Ariès
Philippe Ariès, född 21 juli 1914 i Blois i Frankrike, död 8 februari 1984 i Paris, var en fransk historiker.
Ariès, som tillhörde Annales-skolan, har studerat mentalitetshistoria och idéhistoria beträffande attityder till bland annat kärleken, livet och döden. Hans främsta arbete behandlar dock barndomen, L'enfant et la vie familiale sous l'Ancien Régime (1960).